# Brasiella
Brasiella – rodzaj chrząszczy z rodziny biegaczowatych (Carabidae).
W obrębie tego rodzaju wyodrębniono 2 podrodzaje:
- Brasiella (Brasiella) (Brasiella sensu stricto)
- Brasiella (Gaymara)